# High Court of the Marshall Islands
Der High Court of the Marshall Islands (dt. Hohes Gericht der Marshallinseln) ist das zweithöchste Gericht im Rechtssystem der Republic of the Marshall Islands. Das Gericht wird durch Art. VI, sec. 3 der Verfassung begründet. Es ist das Appellationsgericht für Fälle aus den niedrigeren Gerichten un hat in bestimmten Fällen auch „Original Jurisdiction“, inklusive Kriminal- und Zivilprozesse, für Testamente und Scheidungen. Das Gericht besteht aus einem Chief Justice (Chefrichter) und einer optionalen Anzahl von Associate Justices (Beigeordneten Richtern). Der derzeitige Chief Justice, Carl Ingram, ist Bürger der Vereinigten Staaten, der ursprünglich mit dem Friedenscorps 1979 auf die Marshallinseln kam. Er wurde 2003 zunächst als Associate Justice of the High Court ernannt, dann im Oktober 2003 als Chief Justice und im Oktober 2013 für eine zweite 10-jährige Amtszeit.

## Chief Justices
| Name            | Amtsantritt  | Amtszeitende | Anmerkungen |
| --------------- | ------------ | ------------ | ----------- |
| John Lanham     | 1982         | 1985         | [ 5 ]       |
| Nelson Doi      | 1985         | 1985–?       | [ 5 ]       |
| A. D. Tennekone | ?–1986       | 1989         | [ 6 ] [ 7 ] |
| Philip Bird     | 1989         | 1991         | [ 8 ]       |
| Neil Rutledge   | ?–1992       | 1993–?       |             |
| Witten Philippo | ?–1994       | 1995–?       | acting      |
| Daniel Cadra    | April 1996   | Juni 1999    | [ 10 ]      |
| Charles Henry   | 2001         | 2002         | [ 11 ]      |
| Carl Ingram     | Oktober 2003 |              | [ 10 ]      |